# Władimir Artiemjew
Władimir Andriejewicz Artiemjew, ros. Владимир Андреевич Артемьев) (ur. 24 czerwca?/6 lipca 1885 w Petersburgu, zm. 11 września 1962 w Moskwie) – radziecki konstruktor rakiet z silnikami na ciekłe materiały pędne, inżynier i pirotechnik. Pracownik Laboratorium Gazodynamicznego w Leningradzie (1921–1933) i Instytutu Badawczego Napędów Odrzutowych w Moskwie (od 1934 roku).

## Życiorys
W 1905 ukończył gimnazjum klasyczne w Petersburgu i ochotniczo wstąpił do 4 wschodniosyberyjskiego pułku piechoty, w składzie którego wziął udział w wojnie z Japonią. W 1908 ukończył Aleksiejewską Szkołę Wojskową w Moskwie i w stopniu podporucznika został skierowany do służby w Twierdzy Brzeskiej. Otrzymał stopień porucznika i od 1915 służył jako inżynier wojskowy w Moskwie, gdzie w 1920 wraz z Nikołajem Tichomirowem założył warsztat mechaniczny, w laboratorium którego zajmował się badaniem nad materiałami wybuchowymi. Od 1921 pracował nad technika rakietową. W 1922 został aresztowany pod zarzutem niedbalstwa i szpiegostwa, a w 1923 skazany na 3 lata pozbawienia wolności; karę odbywał do 1925 w łagrze sołowieckim. Po wyjściu na wolność kontynuował pracę nad techniką rakietową, w 1927 przeniósł laboratorium do Leningradu. W latach 20. XX wieku, jako pracownik 6. Oddziału Komitetu Artyleryjskiego był asystentem Tichomirowa i jego kierownikiem badań – rozwijającego pierwsze uzbrojenie rakietowe dla Robotniczo-Chłopskiej Armii Czerwonej. Zaproponował, m.in. zastosowanie prochu piroksylinowego na nielotnym rozpuszczalniku.
3 marca 1928 roku na Głównym Poligonie Artyleryjskim dokonał wystrzelenia z moździerza 23-kilogramowej miny odrzutowej.
Jego prochy złożono w kolumbarium Cmentarza Nowodziewiczego.

## Odznaczenia i nagrody
- Order Czerwonego Sztandaru Pracy (1942)
- Order Wojny Ojczyźnianej I klasy (1944)
- Krzyż św. Jerzego IV klasy
- Nagroda Stalinowska I klasy (1943)
- Nagroda Stalinowska II klasy (1941)